# Sharrod Neasman
Sharrod Neasman (Sarasota, 14 ottobre 1991) è un giocatore di football americano statunitense che milita nel ruolo di safety per i Los Angeles Rams della National Football League (NFL).

## Biografia

### Atlanta Falcons
Al college, Goodwin giocò a football alla Florida Atlantic University. Dopo non essere stato scelto nel Draft NFL 2016 firmò con gli Atlanta Falcons. Fu promosso nel roster attivo il 18 ottobre 2016 e debuttò come professionista subentrando nella gara del 15º turno contro i San Francisco 49ers mettendo a segno un tackle. Concluse la sua prima stagione regolare con tre presenze. Scese in campo anche nelle due gare di playoff vinte dai Falcons che si qualificarono per il Super Bowl LI.

## Palmarès

### Franchigia
- Super Bowl : 1

Los Angeles Rams: LVI
- National Football Conference Championship: 2

Atlanta Falcons: 2016
Los Angeles Rams: 2021

## Statistiche
| Partite totali      | 3   |
| Partite da titolare | 0   |
| Tackle totali       | 3   |
| Sack                | 0,0 |
| Intercetti          | 0   |
| Fumble forzati      | 0   |